# Birzuli
Birzuli er i vendisk mytologi sandsynligvis en husgud. I givet fald svarer den til den danske nisse.
| Mytologi | Spire Denne artikel om mytologi er en spire som bør udbygges. Du er velkommen til at hjælpe Wikipedia ved at udvide den. |